# Vitamina E
Se denomina vitamina E a un grupo de ocho compuestos solubles en grasa que incluyen cuatro tocoferoles y cuatro tocotrienoles. Estos tocoferoles y tocotrienoles existen como homólogos α (alfa), β (beta), γ (gamma) y δ (delta). Por su función antioxidante de lípidos, estos compuestos de vitamina E se encuentran en alimentos vegetales ricos en grasas, especialmente insaturadas, como las oleaginosas y en menor grado en granos de cereales. Su concentración en estos alimentos es muy variable y su estabilidad, por su acción antioxidante, es muy baja. Cada uno de estos compuestos tiene una actividad distinta en el organismo. Los compuestos de vitamina E más activos en el organismo son aquellos relacionados con la forma α-tocoferol. 
La vitamina E tiene un papel fundamental en el metabolismo normal de todas las células. Es el antioxidante liposoluble más importante en los tejidos humanos y animales. Se encuentra en las partes de las células ricas en lípidos, como las membranas celulares, y los tejidos ricos en grasas. El papel principal y más estudiado de la vitamina E es la protección de los ácidos grasos poli-insaturados de los lípidos contra el daño oxidativo. Por eso es que su deficiencia puede afectar varias e importantes funciones vitales.

## Historia
La vitamina E fue descubierta en 1922 por Katharine Bishop y Herbert McLean Evans, y fue aislada por primera vez en forma pura por Evans y Gladys Anderson Emerson  en 1935 en la Universidad de California en Berkeley.
Evans y Bishop hallaron que las ratas hembras requerían de este principio en su dieta para una preñez normal. También se la identificó como la "vitamina de la fertilidad".
Destaca Paul Karrer, debido a sus investigaciones más notables en los carotenoides y las flavinas. Descubrió que algunos de ellos, como el caroteno y la lactoflavina, actúan como provitaminas A y B2, respectivamente. En 1938 consiguió sintetizar el compuesto denominado alfatocoferol, que corrige la esterilidad carencial de manera análoga a la vitamina E.

### Derivados de la vitamina E

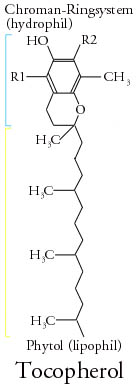
Estructura básica del d-tocoferol.

## Salud

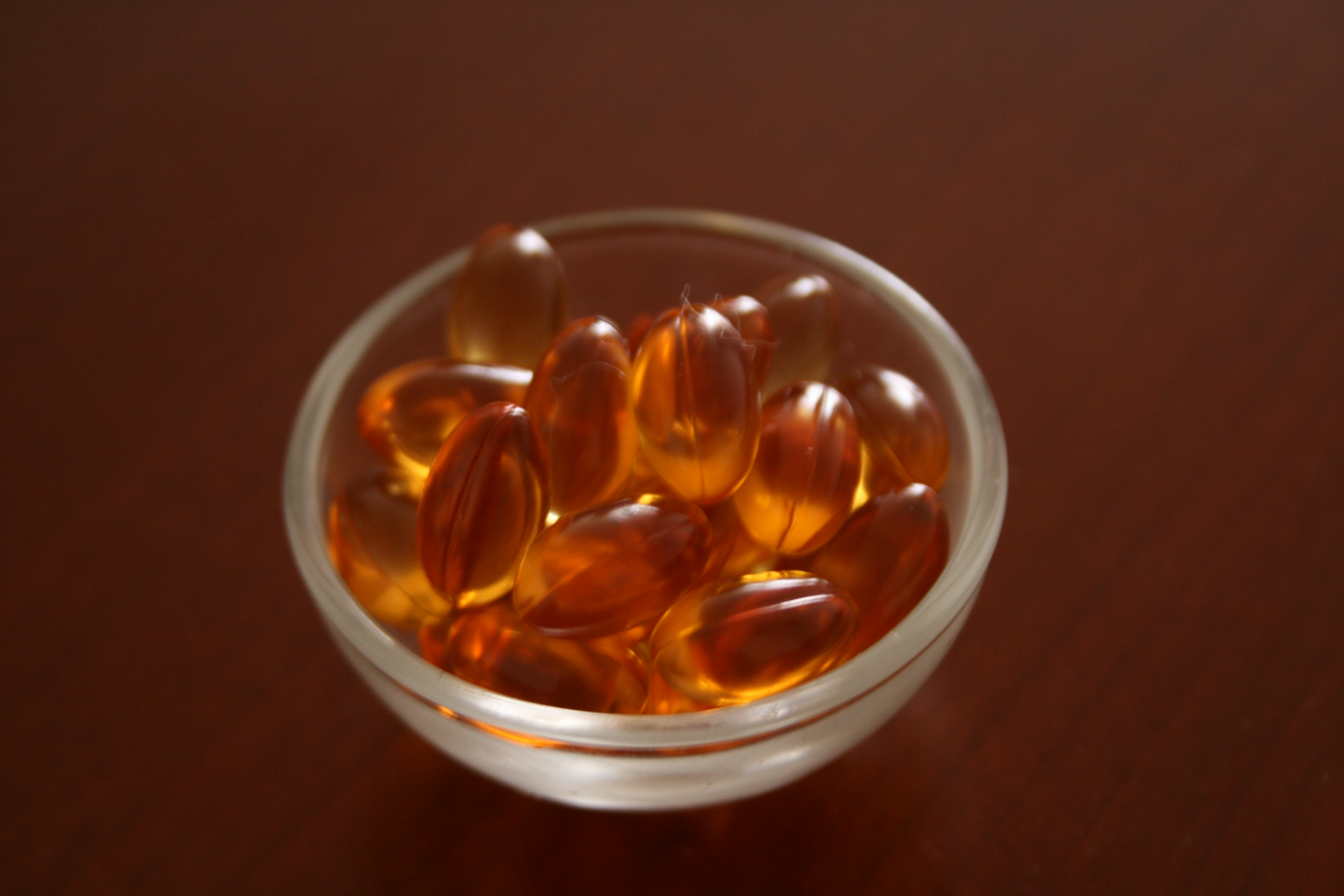
Cápsulas de vitamina E.